# Ecphorella wellmani
Ecphorella wellmani là một loài kiến và hiện là loài duy nhất được biết tới của chi Ecphorella.